# Silhouette (Kenny G)
Silhouette è il quinto album in studio del sassofonista statunitense Kenny G, pubblicato nel 1988.

## Tracce
1. Silhouette - 5:25
2. Tradewinds - 4:12
3. I'll Be Alright - 4:08
4. Against Doctor's Orders - 4:44
5. Pastel - 5:44
6. We've Saved the Best for Last - 4:20
7. All in One Night - 5:19
8. Summer Song - 4:34
9. Let Go - 5:49
10. Home - 4:20